# Inducerad trafik
Inducerad trafik (eller ibland nygenererad trafik) är fenomenet att utbyggnader av trafiksystem ofta leder till ökad trafik.  Det är ett specialfall av det ekonomiska begreppet inducerad efterfrågan som mer generellt innebär att efterfrågan på en vara ökar när tillgången på varan ökar. Detta stämmer överens med ekonomisk teori. 
Inducerad trafik omtalas alltmer[när?] i samband med omdebatterade vägbyggnadsprojekt, exempelvis motorvägsprojeketet Förbifart Stockholm, och används ofta som ett argument mot att bygga ut befintliga och nya vägar, då det bidrar till städernas utglesning och ett ökat beroende av den privata bilen. 
Som ett mer positivt begrepp används ibland helt eller delvis synonymt uppdämt behov eller latent efterfrågan, vilket antyder att det finns ett behov av rörelse som inte kan tillgodoses med befintlig infrastruktur varvid slutsatsen blir att denna (ofta specifikt vägnätet) behöver byggas ut.

## Systemeffekter i trafiken
Inducerad trafik har länge varit en känt begrepp bland trafikforskare. Fenomenet är känt sedan åtminstone 1960-talet och beskrivs, ur lite olika synvinklar, av den brittiske stadsplaneraren Colin Buchanan och den brittiske vägingenjören J.J. Leeming. Den sistnämnde beskrev ett flertal brittiska exempel på vägutbyggnader där effekten uppkommit och sammanfattade med slutsatsen att:
| ” | Motorvägar och kringfartsleder genererar ny trafik, - delvis genom att människor som inte tidigare har förflyttat sig, finner det fördelaktigare, när den nya vägen finns, att lösa ett behov (till exempel finna ett arbete, göra ett inköp, nöje) genom att använda den nya vägen, - delvis genom att människor väljer de nya färdvägarna, som ofta gör att resorna blir snabbare eller på annat sätt upplevs bättre även om resvägen är längre, - och delvis genom att människor väljer att göra sina ärenden i det område som den nya vägen leder runt eftersom områden nu upplevs som bättre för inköp och andra besök när genomfartstrafiken flyttats bort. | „ |

(fri översättning)
På senare tid har studier upprepats, till exempel genom det brittiska kommunikationsdepartementets  forskarpanel SACTRA. Ett ofta refererat exempel är byggandet av motorvägsringen M25 runt London på 1980- och 90-talen, som mycket snart efter öppnandet ofta korkades igen av bilköer, medan avlastningar av andra vägar inte uppstod som önskat. Situationen förvärrades sedan ännu mer av att nyexploatering längs ringleden tillkom.
Erfarenheterna från Storbritannien har gjort att inducerad trafik nu betraktas som en given variabel, även i andra länder, men även om fenomenet accepteras som ett faktum så är det inte alltid att det beaktas i trafikplaneringen.
Fler slutsatser har tillkommit sedan dess, till exempel genom att resonemang om konkurrensförhållanden mellan olika trafikslag (främst bil kontra kollektivtrafik) tillförts. Fenomenet populariseras numera ofta i debatten med att ”man kan inte bygga bort bilköer” eller ”nya vägar genererar ny trafik”.

## Användarens kostnad för vägtransport

När tillgången på vägtransport ökar (från S1 till S2), sjunker kostnaden (från P1 till P2) och efterfrågan (och konsumtionen) på vägtransporter ökar från Q1 till Q2.

En resa på en väg kan sägas innebära en kostnad, eller en uppoffring som ekonomerna kallar en generaliserad kostnad, vilken inkluderar direkta kostnader (såsom drivmedelskostnad och eventuella vägavgifter) men också tidskostnaden för den tid det tar att färdas. Ofta beräknas den sistnämnda som tiden som resan tar multiplicerat med tidsvärdet.
När vägkapaciteten utökas (en ny väg byggs eller en befintlig väg byggs ut exempelvis med fler körfält) kommer det omedelbart att uppstå ett fritt utrymme (tillgången på vägutrymme ökar), vilket gör att trängseln inledningsvis minskar, och restiderna minskar. Tidskostnaden och därmed den generaliserade kostnaden minskar, för alla resor som görs på vägen. Tidsvinsterna är i sig ett av de viktigare motiven för att tillföra ny vägkapacitet.
Ekonomisk teori ger att en förändring i kostnaden medför en förändrad efterfrågan. Detta kan förklaras genom enkel teori om tillgång och efterfrågan – se diagram ovan. Specifikt för trafik handlar det om att trafiken (trafikarbetet) då ökar. Hur mycket trafiken ökar beskrivs ofta genom elasticiteten.

## Hur stor blir den inducerade trafiken?
Olika studier, främst på vägtrafik, har kommit fram till att elasticiteten mellan å ena sidan tillgången (kapaciteten) och å andra sidan efterfrågan (trafikarbetet) ligger mellan 0 och 1. (Ett elasticitetstal på 0,5 innebär att en kapacitetsökning på 100 %, till exempel en breddning från ett körfält till två per riktning, medför ett ökat trafikarbete på denna sträcka på 50 %.)
Att talet ligger mellan 0 och 1 bekräftar dels att det är berättigat att räkna med inducerad trafik (det är större än 0) och att det i trafiksystemet som helhet kommer att uppstå mer trafik än i utgångsläget, efter en uppgradering med mer kapacitet. Detta är något som normalt inte framkommer i de trafikmodeller och prognoser som används för att förutsäga trafikflöden. Beräkningarna fördelar oftast bara om de befintliga flödena och att trafikens totala omfattning baseras på bakomliggande variabler såsom bilinnehav, inkomster, drivmedelspriser och övergripande utbud av infrastruktur, medan det bortses ifrån effekterna av de etableringar  (ibland kallat "förändrad markanvändning") och resmönster som följer på specifikt utbyggd infrastruktur. 
Det handlar således också om att den inducerade trafiken byggs upp under en längre tid, ibland upp till flera år efter vägutbyggnaden. En vägetablering är oftast bara starten på mer exploatering, med ny bebyggelse (något som ofta vägen i sig är tänkt att möjliggöra), som i sig skapar ett behov av förflyttningar. 
Kunskapsläget finns sammanställt i rapporten ”Att hantera inducerad efterfrågan på trafik” s.14-18. Ett elasticitetstal på 1, nära nog vad som beskrivs i några studier, betyder att den nya vägkapaciteten helt och hållet äts upp av nygenererad trafik.[källa behövs]
I något fall rapporteras även om tal större än 1, vilket i så fall skulle innebära att det genereras mer ny trafik till den grad att trängselproblematiken blir värre än vad den var före utbyggnaden, vilket kan förklaras av att bilberoendet i slutändan ökar för att alternativa färdmedel till bilen förlorar konkurrenskraft med det sätt som vägen är utbyggd.[källa behövs]
Det är svårt att kvantifiera den inducerade trafikens omfattning och andel eftersom trafiken ökar över tid. Under samma tid inträffar många andra händelser och omvärldsförändringar, som ”stör” jämförelsen enligt den ekonomisk-teoretiska modellen, som beskriver förändringarna givet allt annat lika. Men detta kan lika gärna förklaras med att den nya trafikkapaciteten i sig är en åtgärd som, tillsammans med andra utbyggnader på andra platser, driver dessa omvärldsförändringar, i ett större sammanhang och på en annan skala. 
Det finns å andra sidan exempel på mycket direktare förlopp. Motorvägstunneln Södra länken i Stockholm blev mycket snart efter öppnandet hårt drabbad av trafikköer. De nya trafikmängderna hade inte förutsetts tillräckligt under Vägverkets planering, vilket har förklarats bero på en kombination av effekter, bland vilka inducerad trafik är en.
På kort sikt uppstår alltså en ny efterfrågan antingen från personer som börjar göra resor som de inte förr har gjort (till exempel arbetspendling) eller från personer som kan välja att resa vid nya tidpunkter och väljer nya resmål som passar dem bättre. Ny efterfrågan på biltransport uppstår också när personer, som tidigare har valt kollektivt resande, byter till att åka bil. Det händer specifikt när en väg rustas upp men det parallella järnvägssystemet (som i storstadsregioner bär huvuddelen av den kollektiva pendlingen) förblir oförändrat.
På längre sikt förändras också markanvändningen, som i fallet beskrivet ovan med exploatering (inte sällan bilorienterad) längs det nya eller förbättrade vägavsnittet. Ett bra kommunikationsläge är önskvärt för många verksamheter. Människors val av plats för till exempel bostad, arbete, och inköp förändras också med tiden eftersom de nya trafikförhållandena medger ökade resavstånd, så kallad regionförstoring. 
Allt detta ger en ökad trafik, som i sin tur leder tillbaka mot ett nytt jämviktsläge där taket för vägkapaciteten nåtts igen, och trängsel åter uppstår.
Rapporten "Att hantera inducerad efterfrågan på trafik" avrundar med:
| ” | Vad inducerad trafik handlar om är att kapacitetsökning har gett trafikökning utöver omfördelningseffekter eller trafikökning beroende på befolkningstillväxt eller ekonomisk tillväxt. Inte att kapacitetsökning är det enda som driver på trafikökningen. Eller ens att det är den viktigaste faktorn. Vilket som är den viktigaste faktorn skiftar med nivå på vägsystemet, vilken ekonomisk utvecklingsfas ett samhälle befinner sig i etc. | „ |

Fenomenet gäller för alla färdmedel. Alltså går det också att tala om inducerat kollektivresande. När man till exempel inrättar en ny buss- eller tåglinje, kommer en del av de resor som görs med den nya linjen inte bara vara tidigare resor som skett med andra linjer, utan också resor som tidigare skett med andra färdmedel – liksom resor som över huvud taget inte har gjorts tidigare. Inte sällan uppstår här också mer nygenererat resande än vad vissa trafikmodeller klarar av att förutsäga, och främst gäller detta den mer attraktiva och strukturerande spårtrafiken, då man inte sällan talar om spårfaktorn.

## Konsekvenser för trafikplaneringen
Även om trafikplanerare tar hänsyn till en framtida trafiktillväxt när nya vägar planeras, så baseras detta ofta på en förutsägelse om ökningar i bilinnehav, minskade relativa kostnader för bilkörning m.m., medan den inducerade trafiken nästan undantagslöst bortses ifrån. Antagandena bygger så att säga på att trafiken ökar alldeles oavsett om vägen byggs eller inte. Även om fenomenet inducerad trafik idag är accepterat inom forskningen, så beaktas den inte alltid i verkligheten i planeringen på statlig, regional och kommunal nivå.
För att undvika inducerad trafik vid planerade utökningar av vägkapaciteten krävs att andra åtgärder vidtas som gör att den generaliserade kostnaden inte minskar. Detta kan åstadkommas genom:
- ekonomiska styrmedel, såsom vägavgifter (exempelvis trängselskatten i Stockholm och från 2013 även i Göteborg), höjda parkeringsavgifter och höjda drivmedelsskatter (som kan vara olika för olika typer av fordon).
- begränsningar av utbudet (kapaciteten) av transporter på andra platser eller på andra vis, till exempel genom att ta bort parkeringsplatser, genom att minska vägbredder och/eller göra om trafikleder till stadsgator på andra platser. (Se ”minskad trafik” nedan.)
- att fördela om vägutrymmet så att yteffektivare trafikslag, främst kollektivtrafiken, får bättre framkomlighet och kortare restider, vilket uppmuntrar byte av färdmedel och därmed en effektivare användning av vägutrymmet.
- mobility management, det vill säga påverka transporterna (dess omfattning, val av färdmedel, val av färdväg och tidpunkt m.m.) redan innan de har påbörjats.
- en framsynt stads- och markanvändningsplanering som hårt reglerar och begränsar möjligheterna att exploatera med trafikalstrande verksamheter i anslutning till vägarna i fråga,
- kombinationer av allt det ovanstående.

Man kan i och för sig ifrågasätta nyttan av att lägga stora pengar på att utvidga kapaciteten i vägnätet samtidigt som andra åtgärder genomförs som på en generell nivå också minskar resandet och därmed kanske minskar motivet för kapacitetsökningen. Detta har också varit en springande punkt i kritiken mot planeringen av Förbifart Stockholm. Men man kan också se dessa olika åtgärder som oberoende av varandra och som tillsammans kan styra mot ett mer samhällsekonomiskt optimalt nyttjande av trafikinfrastrukturen.

## Minskad trafik (den motsatta effekten)
Precis som ny vägkapacitet inducerar ny trafik, gäller det motsatta analogt – minskad vägkapacitet ökar den generaliserade kostnaden för transport, och minskar därmed efterfrågan på transporter.
Detta innebär att, på lång sikt, kommer avstängda eller avsmalnade vägar (minskad kapacitet) innebära att människor anpassar sig efter de nya förutsättningarna genom att exempelvis: 
- upphöra att göra vissa resor,
- ändra tiderna eller färdvägarna för sina resor så att den värsta trängseln undviks, eller
- att byta till andra färdmedel vars kapacitet inte sänkts (till exempel cykel och kollektivtrafik),

allt beroende på hur människor individuellt var för sig värderar sina resor med olika reellt eller upplevt tillgängliga alternativa färdvägar, färdmedel och tidpunkter.
Det finns gott om exempel på detta fenomen genom studier av permanenta eller tillfälliga trafikomläggningar. Studierna visar då att de totala trafikmängderna minskar (även om man räknar in trafikmängderna som leds om), till en nivå lägre än före omläggningen. Detta används som argument för att bygga om gator i städer från trafikleder till bland annat gågator eller andra lugnare gator (periodvis kallat ”trafiksanering”), med i slutändan positiva effekter för både miljön och trängseln, vilket har skett, och sker, i ett otal svenska och europeiska städer.
Som en illustration kan även nämnas erfarenheter av att minska kollektivtrafikens utbud. Minskad turtäthet eller ökade restider (via till exempel minskad framkomlighet eller ogynnsamma linjeomläggningar) minskar också resandet med kollektivtrafiken. Även här innebär detta att vissa resor kommer att undvikas att överhuvudtaget göras, medan vissa byter till andra färdsätt, till exempel bil eller cykel.

## Debatten
Kritiker mot vägbyggen påpekar att nya etableringar långt bort från befintliga arbetstillfällen och annan service (inte minst avsaknad av kollektivtrafik) uppmuntras när man bygger ut vägarna, något som alstrar ny trafik på vägarna och leder till att dessa i slutändan blir lika trängseldrabbade som förut. Vilket i sin tur medför krav på nya vägutbyggnader, och så är den självförstärkande rundgången igång. Det går alltså inte att bygga bort köer, menar man med detta. Trängseln på vägarna kommer inte att försvinna så länge tillväxt råder i det aktuella området.
Förespråkare för vägutbyggnader påpekar ofta att den extra vägkapaciteten, eftersom den ju används, är ett tecken på att det finns ett värde för dem som använder vägen – det finns en konsumentnytta. Detta argument förutsätter emellertid att denna nytta (som uppstår för en grupp väganvändare) bidrar positivt till nyttan för samtliga ”konsumenter” (ofta ett lands eller en regions medborgare) eller den totala samhällsnyttan. Något som inte behöver vara självklart, menar kritikerna, som också kan framhålla att det finns externa kostnader som inte betalas av användarna själva, av miljöförstörande utsläpp, klimatförändring och förfulning av stadsmiljöer. Dessa syns eller värderas inte ordentligt i de samhällsekonomiska bedömningar som görs i samband med vägprojekt.
Många vägförespråkare menar att på grund av olika omvärldsfaktorer (till exempel befolkningstillväxt och ökade inkomster) så kommer trafiken att växa ”av sig självt” ändå, oavsett om vägnätet byggs ut eller inte. Skulle man då inte bygga ut vägarna menar man att trängseln skulle bli ännu värre, och bidra till ännu mer utsläpp – vilket inträffade i Sydney i Australien under delar av 1970- och 80-talen då regeringen i New South Wales agerade under mottot ”Inga fler motorvägar”. Kritikerna svarar då att trängseln i ett utbyggt vägnät skulle bli ännu värre med fler ännu vägar att köra (och köa) på, vilket totalt sett skulle ge upphov till utsläpp av mer föroreningar och växthusgaser. Dessutom påpekas att det även behövs åtgärder som gör alternativen till privat bilåkning tillräckligt attraktiva, alltså att förhållandena för gång-, cykel- och kollektivtrafik förbättras. 
Som visats kan den mer miljöanpassade och yteffektiva kollektivtrafiken också användas till att skapa den tillväxt (nya etableringar, nya näringar, bättre regional tillgänglighet etc.) som anhängare av vägbyggen lyfter fram och som visar sig i inducerad trafik - istället för eller som komplement till mer bilåkning, enligt kritikerna. Som alternativ till utglesning förespråkas då istället förtätning av stadsbebyggelsen.